# Kim Cha-youn
Kim Cha-youn, född 10 januari 1981 i Busan, är en sydkoreansk tidigare handbollsspelare (mittsexa). Hon var med och tog OS-silver 2004 i Aten och OS-brons 2008 i Peking.

## Klubbar
- Daegu Metropolitan City
- Hypo Niederösterreich (2006–2009)
- Omron